# Vivica Bandler
Vivica Aina Fanny Bandler, född von Frenckell den 5 februari 1917 i Helsingfors, död 30 juli 2004 i Helsingfors, var en finlandssvensk teaterregissör, teaterchef, manusförfattare och agronom. Hon beskrivs som en djärv och fördomsfri teaterregissör som gjorde den finländska teatern känd utomlands. Bandler grundade Studentteatern och Lilla teatern i Finland och var chef för Stockholms stadsteater 1969–1980. Hon är begravd på Sandudds begravningsplats i Helsingfors.

## Biografi

### Bakgrund
Vivica von Frenckells far Erik von Frenckell var ingenjör, finansman och politiker. Han var under decennier en känd politiker och var bland annat Helsingfors drätseldirektör; modern Ester-Margaret von Frenckell, född Lindberg, var teaterhistoriker. Släkten ägde en gård i Tammela och själv utbildade Vivica Bandler sig till agronom men närde ett intresse för teatern och filmen. De första impulserna till att bli konstnär fick hon av barndomsvännen och författaren Göran Schildt. År 1939 grundade hon den svenskspråkiga Studentteatern i Helsingfors.
Under andra världskriget arbetade hon som så kallad sanitetslotta och gifte sig 1943 med österrikaren Kurt Bandler som flytt från nazisternas annektering av sitt hemland. Kurt Bandler, som var från Wien, hade kommit till Finland som frivillig i vinterkriget. Äktenskapet varade i 20 år. Både före och efter andra världskriget gjorde Vivica Bandler resor till Paris som kom att betyda mycket för henne.

### Teaterköp och teaterchef
År 1955 köpte Vivica Bandler Lilla Teatern i Helsingfors, utan att få några bidrag till köpet av släkten. Där grundade hon en omtalad avantgardeteater som uppförde pjäser av Jean-Paul Sartre, Jean Genet, Jean Anouilh och Eugène Ionesco. Bandler var också mån om sitt finländska arv. Redan 1951 hade hon satt upp en amatörföreställning av Aleksis Kivis "Sju bröder" som också visades i Paris. Som regissör på Lilla Teatern hade Bandler en stor inverkan på Lasse Pöystis och Birgitta Ulfssons konstnärliga utveckling.
Bandler blev 1967 chef för Oslo Nye Teater och något år senare för Stockholms stadsteater, där hon var anställd som chef åren 1968–1980. Under Vivica Bandlers tid som chef för Stockholms Stadsteater blev teatern en av de mest vitala och omtalade i landet. Teatern hade en storhetstid under hennes chefstid. En rad uppsättningar av både nyskrivna pjäser och klassiker vann publikens och kritikernas gunst. Margareta Garpes och Suzanne Ostens banbrytande Jösses flickor hade premiär 1974, Johan Bergenstråhle regisserade 1970 en bearbetning av Per Anders Fogelströms stockholmsromaner i Minns du den stad  samt 1971 långköraren  Den goda människan från Sezuan av Brecht  med en kritikerrosad Lena Granhagen i huvudrollen. Fred Hjelm gjorde Ibsens Peer Gynt i två delar 1974 och 1975 och Etienne Glaser satte upp Peter Weiss idédrama Mordet på Marat 1980.

### Andra aktiviteter
Vivica Bandler var också aktiv i Internationella Teaterinstitutet (ITI) och under 15 år chef för den svenska sektionen, samt i Nordiska Teaterunionen där hon var ordförande 1988–1990.
Mellan 1989 och 1996 var Bandler konstnärlig ledare för Tammerfors sommarteater.
En stiftelse kallad  Teaterstiftelsen Vivicas Vänner grundades 1991, med Bandlers medverkan. Syftet var att genom stipendier ge stöd åt "teaterarbetare, teater- och danskonststuderanden, för konst- och litteraturproduktioner samt till studeranden och forskare inom miljöskydd och till forskningsprojekt som stöder miljöskyddet."
Bandler har vid sidan av teaterarbetet medverkat i olika radio- och TV-program, bland annat som "sommarvärd" i radioprogrammet Sommar 1994.

### Tove Jansson
1946 och flera år framåt hade Vivica Bandler och Tove Jansson en hemlig kärleksrelation. Den inspirerade bland annat till de båda Mumin-figurerna Tofslan och Vifslan, som i Trollkarlens hatt är oskiljaktiga och har ett eget språk. Relationen och kopplingen till bokfigurerna förklarades i Boel Westins monografi Tove Jansson: ord, bild, liv från 2007. I Brev från Tove Jansson från 2014 ingår några av de brev Jansson skrev till Bandler. Det var Tove Jansson som slutligen frigjorde konstnären i Bandler.
Bandler regisserade 1969 TV-serien Mumintrollet efter manus från Tove Jansson och Toves bror Lars Jansson.

## Utmärkelser
- Finlands Olympiska förtjänstkors av 2 klass,  2 december 1952[5]
- Pro Finlandia-medaljen av Finlands Lejons orden,  6 december 1962[6]
- Riddare av 1. klass av Nordstjärneorden,  1977[7]
- Kommendörstecknet av Finlands Lejons orden,  6 december 1988[8]
- Kommendör av Nordstjärneorden,  1994[9]
- Frihetsmedaljens 2. klass[7]
- Krigsförtjänstkorset[7]
- Vinterkrigets minnesmedalj[7]

[Redigera Wikidata]

## Teaterengagemang
- Grundare av Studentteatern, Helsingfors 1939
- Grundare och chef för Lilla Teatern i Helsingfors 1955–1967
- Chef för Oslo Nye Teater 1967–1969
- Chef för Stockholms stadsteater 1969–1980
- Konstnärlig ledare för festivalen Tammerfors Teatersommar 1989–1996

## Filmmanus i urval
- 1982 – Avskedet

## Teater (regi)
| År   | Produktion                                                | Upphovsmän                           | Teater                     |
| ---- | --------------------------------------------------------- | ------------------------------------ | -------------------------- |
| 1961 | Den heliga ilskan Die große Wut des Philipp Hotz          | Max Frisch Översättning Erwin Leiser | Lilla Teatern, Helsingfors |
| 1961 | Biederman och pyromanerna Biedermann und die Brandstifter | Max Frisch Översättning Erwin Leiser | Lilla Teatern, Helsingfors |
| 1967 | Anatol                                                    | Arthur Schnitzler                    | Nationaltheatret, Oslo     |

## Bilder

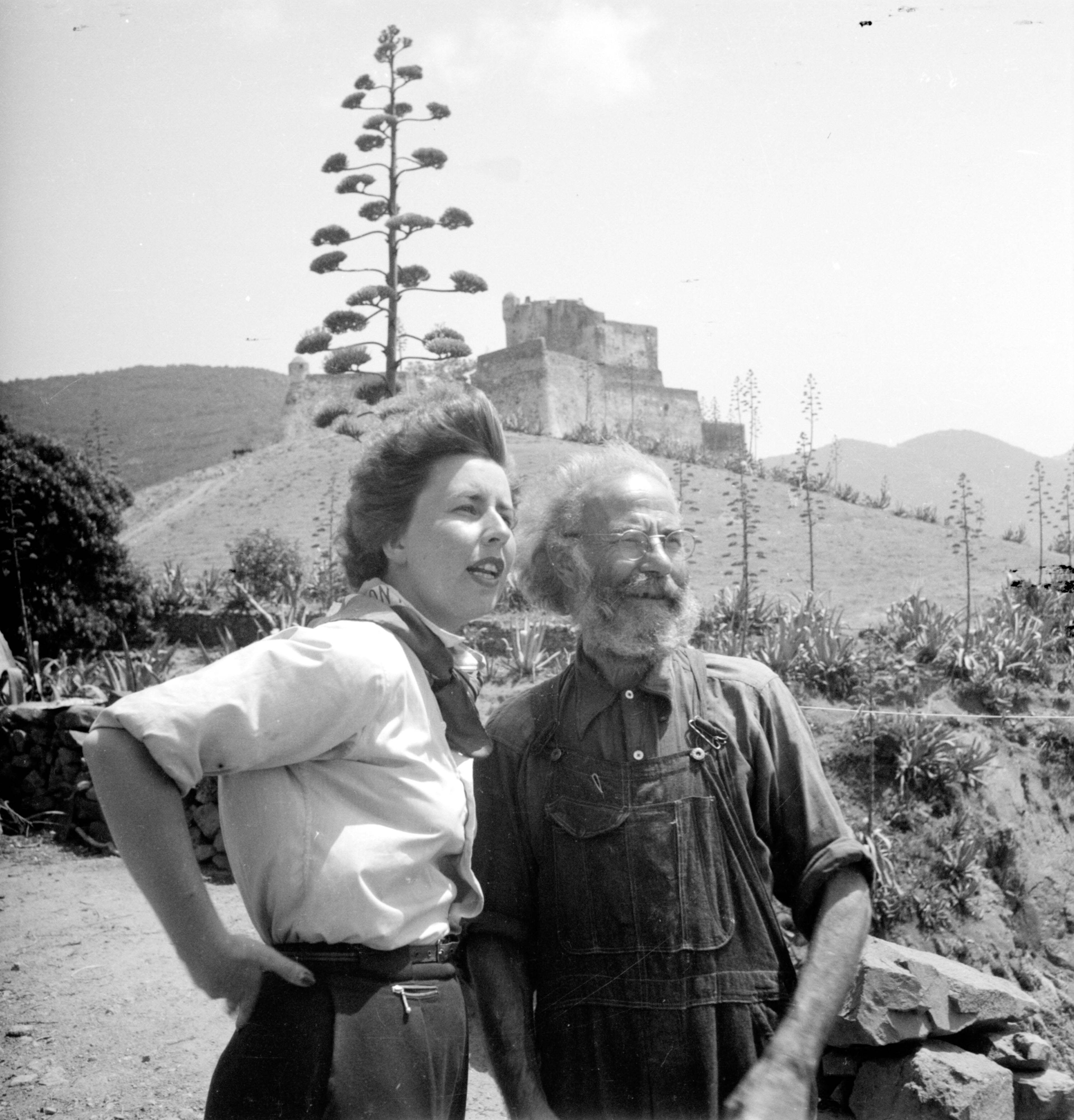
Vivica Bandler med socialistledare i Italien, på resa med segelbåten Daphne, bild tagen av Göran Schildt
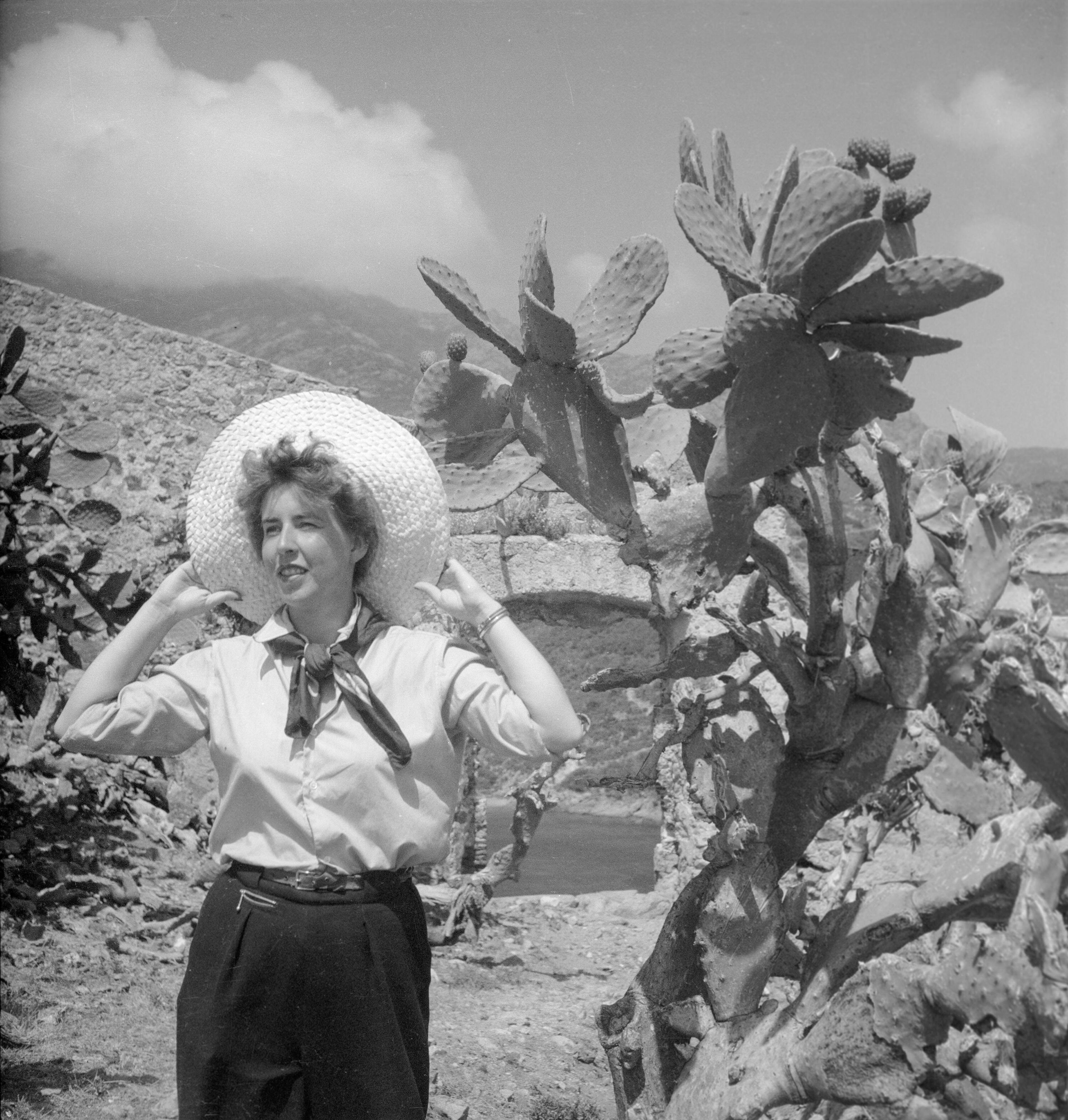
Vivica Bandler, bild tagen av Göran Schildt.

## Källhänvisningar
1. ↑  SNAC, SNAC Ark-ID: w6qh30pm, läst: 9 oktober 2017.[källa från Wikidata]
2. ↑  Vivica Bandler, Biografiskt lexikon för Finland, Svenska litteratursällskapet i Finland, Biografiskt Lexikon för Finland ID (urn.fi): 4255-1416928956861.[källa från Wikidata]
3. ↑  Katalog der Deutschen Nationalbibliothek, Deutsche Nationalbibliotheks katalog-id-nummer: 119140438, läst: 10 juni 2020.[källa från Wikidata]
4. ↑  läs online, www.helsinginseurakunnat.fi .[källa från Wikidata]
5. 1 2  läs online, ritarikunnat.fi , läst: 11 november 2023.[källa från Wikidata]
6. 1 2  Erja Yläjärvi (red.), Helsingin Sanomat, Sanoma Media Finland, 6 december 1962, s. 15 .[källa från Wikidata]
7. 1 2 3 4 5 6 7 8  Matti Klinge (red.), Kansallisbiografia, Finska litteratursällskapet och Finska historiska samfundet, Finlands nationalbiografi-ID: 1129.[källa från Wikidata]
8. 1 2  Erja Yläjärvi (red.), Helsingin Sanomat, Sanoma Media Finland, 6 december 1988, s. 26 .[källa från Wikidata]
9. 1 2  Erja Yläjärvi (red.), Helsingin Sanomat, Sanoma Media Finland, 23 juni 1994, s. A4 .[källa från Wikidata]
10. 1 2  ”Bandler, Vivica”. Biografiskt lexikon för Finland. Helsingfors: Svenska litteratursällskapet i Finland. 2008–2011. URN:NBN:fi:sls-4255-1416928956861
11. ↑  ”Hietaniemen hautausmaa – merkittäviä vainajia” (på finska). Helsingfors kyrkliga samfällighet. http://www.helsinginseurakunnat.fi/material/attachments/hautausmaat/hietaniemi/w8GZkM0y7/Hietaniemen_merkittavia_vainajia.pdf. Läst 12 juli 2016.
12. ↑  ”Frenckell, Erik von”. Biografiskt lexikon för Finland. Helsingfors: Svenska litteratursällskapet i Finland. 2008–2011. URN:NBN:fi:sls-4255-1416928956861.
13. 1 2 3 4 5  Kanto, Anneli (2002): "En skapare vid namn Vivica". Arkiverad 3 augusti 2007 hämtat från the Wayback Machine. Teatteri, 2002:3. Läst 10 augusti 2014.
14. ↑  Finlands ridderskaps och adels kalender 2001, sid. 171. Helsingfors 2000. ISBN 951-796-233-9
15. ↑  ”Vivica Aina Fanny Bandler”. Svenskt kvinnobiografiskt lexikon. https://skbl.se/sv/artikel/VivicaBandler. Läst 6 mars 2022.
16. ↑  "Stiftelsen". Vivicasvanner.fi. Läst 10 augusti 2014.
17. ↑  Westin, Boel (2007): Tove Jansson: ord, bild, liv, sid. 204–. Schildts (delvis tillgänglig här: ). ISBN 978-951-50-1672-0.
18. ↑  Jansson, Tove (2014). Boel Westin, Helen Svensson. red. Brev från Tove Jansson. Norstedts. ISBN 978-91-1-306191-7
19. 1 2  Ebbe Linde (2 september 1961). ”'Biedermann och pyromanerna' - skrämmande sann och aktuell”. Dagens Nyheter:  s. 12. https://arkivet.dn.se/tidning/1961-09-02/11165-237/12. Läst 18 juli 2025.
20. ↑  Mago (1988). Klä av, klä på... Tecknat och antecknat. Stockholm: Författarförlaget. Libris 7596353. ISBN 91-7054-572-3